# Поливинилов алкохол
Поливиниловият алкохол (ПВС, международно PVOH, PVA или PVAL) е изкуствен, водоразтворим, термопластичен полимер. Синтезът на ПВС се осъществява при реакции от тип алкохолизация на сложни поливинилови етери. Основна суровина за получаване на ПВС е поливинилацетатът (ПВА). За разлика от повечето полимери на основа винилови мономери, ПВС не може да бъде получен непосредствено от съответния мономер на виниловия спирт (ВС). Някои реакции, от които може да се очаква получаването на мономерен ВС, например съединяването на вода с ацетилен, хидролиза на монохлоретилена, реакция на етиленмонохлорхидрин с NaOH, не водят до образуване на винилов спирт, а на ацеталдехид. Ацеталдехид и ВС представляват сами по себе си кето- и енолна тавтомерни форми на едно и също съединение, от които кето-формата (ацеталдехид) е много по-устойчива. По тази причина, синтезът на ПВС от мономера е невъзможен.

## История
Поливиниловият спирт е получен през 1924 г. от химиците Уили Херман и Фолфрам Хонел чрез реакция на осапуняване при осапуняване на разтвор на поливинилов етер със стехиометрическо количество калиев хидроксид KOH. Изследвания в областта на получаване на ПВС в началото на миналия век са провели и учените Херберт Берг. Класическият метод на осапуняване се провежда в среда на абсолютизиран (изсушен) етилов спирт при съотношение 0,8 мола осапуняващ агент към 1 мола ПВА, като протича почти пълно осапуняване на ПВА.

## Синтез и получаване
Промишленият синтез на ПВС се осъществява по пътя на полимераналогични превръщания.